# Mort d'Eula May Love
 (juin 2023).
La mise en forme du texte ne suit pas les recommandations de Wikipédia : il faut le « wikifier ».
Les points d'amélioration suivants sont les cas les plus fréquents. Le détail des points à revoir est peut-être précisé sur la page de discussion.
- Les titres sont pré-formatés par le logiciel. Ils ne sont ni en capitales, ni en gras.
- Le texte ne doit pas être écrit en capitales (les noms de famille non plus), ni en gras, ni en italique, ni en « petit »…
- Le gras n'est utilisé que pour surligner le titre de l'article dans l'introduction, une seule fois.
- L'italique est rarement utilisé : mots en langue étrangère, titres d'œuvres, noms de bateaux, etc.
- Les citations ne sont pas en italique mais en corps de texte normal. Elles sont entourées par des guillemets français : « et ».
- Les listes à puces sont à éviter, des paragraphes rédigés étant largement préférés. Les tableaux sont à réserver à la présentation de données structurées (résultats, etc.).
- Les appels de note de bas de page (petits chiffres en exposant, introduits par l'outil «  Source ») sont à placer entre la fin de phrase et le point final[comme ça].
- Les liens internes (vers d'autres articles de Wikipédia) sont à choisir avec parcimonie. Créez des liens vers des articles approfondissant le sujet. Les termes génériques sans rapport avec le sujet sont à éviter, ainsi que les répétitions de liens vers un même terme.
- Les liens externes sont à placer uniquement dans une section « Liens externes », à la fin de l'article. Ces liens sont à choisir avec parcimonie suivant les règles définies. Si un lien sert de source à l'article, son insertion dans le texte est à faire par les notes de bas de page.
- La présentation des références doit suivre les conventions bibliographiques. Il est recommandé d'utiliser les modèles {{Ouvrage}}, {{Chapitre}}, {{Article}}, {{Lien web}} et/ou {{Bibliographie}}. Le mode d'édition visuel peut mettre en forme automatiquement les références.
- Insérer une infobox (cadre d'informations à droite) n'est pas obligatoire pour parachever la mise en page.

Pour une aide détaillée, merci de consulter Aide:Wikification.
Si vous pensez que ces points ont été résolus, vous pouvez retirer ce bandeau et améliorer la mise en forme d'un autre article.
Eula Mae Love, communément appelée Eula Love, est  une femme afro-américaine morte à 39 ans, née à Varnado, en Louisiane. Diplômée de la Compton High School, elle travailla dans les usines d'Anaheim avant de se marier et d'élever ses trois filles. Avec son époux, elle acheta une petite maison dans le quartier de Watts, à Los Angeles.
Le 3 janvier 1979, Love a été abattue dans sa cour avant par Edward Hopson et Lloyd O'Callahan, deux agents du département de Police de Los Angeles alors qu'ils escortaient un employé d'une compagnie de gaz, envoyé pour couper l'alimentation à la suite d'une facture non réglée. 
Lorsque les huit balles ont criblé son corps, Love avait un mandat de 22,09 $ pour la compagnie de gaz dans son sac à main et un couteau de cuisine à la main – du moins, c'est ce que la police a affirmé. Bien que la mort de Love ait déclenché un tollé dans le sud de la ville, le procureur du comté de Los Angeles a exonéré les deux policiers impliqués dans la fusillade, le 17 avril 1979.

## Biographie des policiers
Lloyd William O'Callaghan était un agent du département de police de Los Angeles, né à San Diego, en Californie, le 11 Juin 1953. Il sortit diplômé de l'école de police, en avril 1975.
Edward M.Hopson était un agent afro-américain, du département de police de Los Angeles

## Implication dans la mort d'Eula May Love
Eula Love était une femme afro-américaine qui avait des difficultés à joindre les deux bouts, depuis la mort de son mari, de la drépanocytose. Elle était seule responsable de l'éducation de leurs trois jeunes filles et survivait grâce à la pension de son défunt époux.
Love avait pris du retard sur le règlement de sa facture de gaz, à la Southern California Gas Company. Ce jour-là, la société envoya un technicien au domicile de Love pour percevoir un paiement minimum de 22,09 $ ou couper complètement le gaz. Lorsque le technicien est arrivé au domicile de Love, elle a exigé qu'il parte. Lorsqu'il a refusé, elle aurait ramassé une pelle à proximité et aurait frappé le travailleur au bras, à deux reprises. L'homme est alors parti.
Love et sa fille, Tammy, âgée de 12 ans se sont rendues dans un commerce de proximité afin d'encaisser le chèque de la sécurité sociale qu'elle avait en sa possession et régler la compagnie de gaz. Entre-temps, le représentant de la compagnie de gaz a signalé l'incident à son superviseur. L'entreprise a ensuite envoyé deux autres techniciens au domicile de Love, où ils ont attendu l'arrivée de la police. En rentrant chez elle, Love a vu la camionnette des ouvriers qui patientaient et leur a dit de ne pas s'approcher de sa maison, puis elle est rentrée chez elle.
O'Callaghan et son équipier, Edward M. Hopson, sont rapidement arrivés pour aider les travailleurs de la compagnie gazière. La police aurait déclaré que les policiers avaient trouvé Love debout devant sa maison, tenant un couteau, bouillonnant, avec de la « mousse » sortant de sa bouche. Les officiers ont sorti leurs armes et ont exigé qu'elle laisse tomber le couteau, mais Love s'est plutôt retournée pour rentrer chez elle. C'est alors, selon les officiers, que Love s'est retournée vers eux, a levé le couteau et l'a lancé. Simultanément, ils ont ouvert le feu, frappant Love huit fois. Elle est décédée sur les lieux. Les policiers ont allégué qu'ils lui avaient tiré dessus en état de légitime défense.

## Procès médiatique
Initialement reléguée à un seul paragraphe dans la section criminelle du Los Angeles Times, la nouvelle de la mort d'Eula Love s'est rapidement répandue. Des protestations ont éclaté face à la violence policière. La mort d'Eula Love généra une large couverture médiatique et suscita l'indignation du public, ce qui conduisit la Commission de police de Los Angeles à mener sa propre enquête sur la fusillade. La confiance dans le LAPD déclina précipitamment en 1979 en partie à cause de cette affaire, selon le livre d'Allen John Scott The City: Los Angeles and Urban Theory at the End of the Twentieth Century. Le rapport de police a conduit à des réformes importantes du LAPD, concernant le recours à la force.
Le procureur du comté de Los Angeles a exonéré les deux policiers impliqués dans la fusillade le 17 avril 1979. Le Shooting Review Board du LAPD a jugé que l'affaire était conforme à la politique, en vigueur. Ce verdict a provoqué des manifestations communautaires de masse et ont ensuite été contestées par la Commission de police de Los Angeles. La Commission a conclu dans son rapport que la fusillade n'était pas conforme aux normes ministérielles. Les policiers se sont rendus coupables d'avoir fait preuve d'un mauvais jugement. La Commission a également contesté la commission d'examen des tirs du département de police, affirmant que la commission avait exonéré les agents sur la base de preuves erronées et incomplètes. Malheureusement, la commission n'était soutenue par aucune application légale de la loi et l'exonération était donc valable.
La revue universitaire Crime and Social Justice a ensuite réimprimé le rapport de la Commission de police sur les circonstances de la fusillade. Les rédacteurs en chef du journal ont exprimé l'opinion que « son meurtre est un crime contre l'humanité ».  Le journaliste Joe Domanick (auteur de deux livres sur le Los Angeles Police Département) a décrit la fusillade de Love comme emblématique des « mauvais jours » du département de police de Los Angeles. La mort de Love fut citée comme l'événement qui a généralisé l'utilisation de l'expression « tir impliquant un officier » par les médias grand public.

## Suite
À la suite du meurtre d'Eula Love et du procès qui s'ensuivit, O'Callaghan fut accusé de racisme et tomba dans une profonde dépression. Daryl Gates, le chef du département de police, déclara que O'Callaghan était autant victime que Madame Love. Il démissionna en 1980, pour s'installer à Coeur d'Alene, dans l'Idaho, et écrivit un livre relatant sa version des faits, The Other Side Of The Gun.
Hopson est devenu détective par la suite avant de prendre sa retraite, en 1989. Il est décédé en 2010.

## Adaptation des faits
Cet incident a également inspiré le long métrage L.A Rebellion Gidget Meets Hondo de Bernard Nicolas, en 1980.
Filmé en réponse au décès d'Eula Love, le film s'ouvre sur des images prises par Bernard Nicolas d'une manifestation contre le meurtre de Love. L'héroïne est une jeune femme blanche égocentrique qui reste ignorante de la violence qui éclate autour d'elle, finalement à ses risques et périls. Le film demande si une telle brutalité policière serait tolérée si la victime était une femme blanche de la classe moyenne.